# Cubismo analítico
O cubismo analítico (1910 - 1912) é uma fase evoluída do cubismo cézanniano. Apareceu depois da junção do trabalho desenvolvido separadamente por Pablo Picasso e Georges Braque. Foi chamado de analítico porque analisava as formas dos objetos em um modo plano, partindo-os em fragmentos, espalhando-os pela tela e montando novamente nesse mesmo plano. A prioridade dada à forma é máxima, tal que a composição cromática aponte quase para uma só cor. Picasso e Braque, por exemplo, trabalhavam com uma gama quase monocromática, usando marrom, verde e só mais tarde, cinza, analisando a forma sem se distrair com cores.
A história cubista foi marcada por momentos que trazem aspectos gerais comuns a quase todos os artistas do grupo. O primeiro é chamado de cubismo analítico, sucessor do primitivo, que invocava planos largos, simples, volumétricos, transmissores de uma imagem disposta em alguma profundidade. O analítico começa por volta de 1909 e despedaça os planos simples e largos em nome de um: "jogo de faces denso, contínuo, que quebra o objeto, desmembra-o em todas as suas partes, analisa-o enfim, fixando-o na superfície da tela, onde o relevo já está reduzido ao mínimo. Esse facetamento do objeto permite chegar à criação de um jogo rítmico, diminuto e intenso, onde a cor às vezes se reduz à monocromia."
No cubismo analítico, o abandono do ponto de vista unitário altera o equilíbrio dos planos da representação e quase desemboca na abstração, dado que a imagem é quase impossível de reconhecer.

## Principais características
As principais características do cubismo analítico são:
- A geometrização das formas e dos volumes;
- Grande renúncia à perspectiva;
- O contraste de claro e escuro perde sua função;
- Maior representação do volume colorido sobre superfícies planas;
- Maior sensação de pintura escultórica;
- Desestruturação da obra em todos os seus elementos;
- Visão total da figura;
- A cor se reduz aos tons de castanho, cinza e amarelo.